# Frédéric van Rossum
Frederik van Rossum (parfois référencé sous la version française de son prénom : Frédéric) est un compositeur et pianiste belge né à Ixelles le 5 décembre 1939 et mort le 24 février 2025 à Bouge,.

## Biographie
Frederik van Rossum étudie au Conservatoire royal de Bruxelles auprès entre autres d'André Souris et Marcel Quinet.
Outre la composition, il s’est consacré à la pédagogie comme professeur aux Conservatoires royaux de Bruxelles et de Liège où il enseigne le piano, l'analyse musicale et le contrepoint. Il dirige aussi l'académie de musique de Watermael-Boitsfort dans les années 1970 et 1980.
Sa musique suit une « tradition romantique expressionniste » enrichie d'une recherche contemporaine innovatrice.
Son premier concerto pour violon a été l'œuvre imposée de l’édition 1980 du Concours musical international Reine-Élisabeth-de-Belgique.
Son concerto pour saxophone, Pathetic story (pour saxophone alto, orchestre à cordes, harpe, piano et percussions), était l'œuvre imposée de l'édition 2006 du Concours international Adolphe Sax de Dinant (Belgique, ville natale d'Adolphe Sax).
Il est le petit-fils du grand peintre symboliste belge Léon Spilliaert.

## Décoration
- Chevalier de l'ordre de Léopold

## Œuvres principales
- Catharsis pour deux pianos
- Adagio pour piano, opus 4
- Sonata in un tempo pour piano, opus 5
- Cantate Sacrée pour chœur et piano, opus 9
- Douze miniatures pour piano, opus 10
- Sinfonia concertante pour cor, piano, percussions et orchestre, opus 11 (1967)
- Douze miniatures pour orchestre, opus 13
- Divertimento pour cordes, opus 15
- Conte bleu pour piano, opus 24 n°2
- Eglogue pour piano, opus 24 n°1
- Epitaphe pour orchestre à cordes, opus 25
- Réquisitoire pour cuivres et percussions, opus 28
- Concerto pour piano et orchestre “Slovienska Duca”, opus 30 (1975)
- Three short pieces for the white keys pour piano, opus 31 - Hommages à Stravinsky, Górecki, Prokofiev
- Concerto pour violon et orchestre n° 1, opus 37 (1980)
- Concerto pour cor et orchestre, opus 39
- Black and White pour piano, opus 40 (1982)
- Little Style-studies pour piano, opus 41
- In memoriam Glenn Gould pour piano, opus 43 (1984)
- Douze préludes pour piano, opus 44 (1985-1986)
- Concerto pour violon et orchestre n° 2, opus 45
- Aria a modo di vocalizzo, opus 47
- Ballade pour piano, opus 49 (1989)
- Waves pour piano, opus 51 (1990)
- Al di la dello scuro pour piano (1995)
- Pathetic story, concerto pour saxophone alto en mib, orchestre à cordes, harpe, piano et percussions, opus 61 (2006)

## Discographie
- Disques entièrement consacrés à Frédéric van Rossum :
  - Ensemble d’archets : Eugène Ysaÿe, Lola Bobesco, violon ; Orchestre national de Belgique, André Vandernoot, chef d'orchestre (label : Alpha, réf. 3075, année : inconnue, support : vinyle)
  - Frédéric Menguy, piano (Label : René Gailly, réf. CD87129, année : 1989, support : CD)
  - Frederik van Rossum, piano, André Vandernoot, chef d'orchestre, Orchestre national de Belgique (label : René Gailly, réf. CD86009, année : 1989, support : CD)
  - Piano Works - Vol 1, Frederik van Rossum, piano (label : René Gailly, réf. 1982 023, année : 1982, support : vinyle)
  - Brian Priestman, chef d'orchestre, Orchestre national de Belgique, Francis Orval, cor (label : Ed. discographiques du concours Reine Elisabeth, réf. 1980 015, année : 1980, support : vinyle)
  - Jacques Vanherenthals, chef, Ensemble orchestral de Bruxelles, Chœurs de Chambre de Bruxelles, Demiriz, Muhiddin, piano, Eugène Galand, piano (label : Pavane Records, réf. AWD7499, année : 2005, support : CD)

- Disques comprenant des œuvres de Frédéric van Rossum :
  - Musique belge pour clavier (label : disque sans marque (disque IBM), année : 1980, support : vinyle) : Frederik van Rossum et Dominique Cornil, pianos.

## Prix de composition
- 1965 : Premier Grand Prix de Rome. Œuvre primée : Cantate La Haute Mer
- 1972 : Prix Koopal. Œuvre primée : Threni pour soprano et orchestre.
- 1973 : Grand Prix musical Paul Gilson décerné au Canada (Québec). Œuvre primée : Rétrospection  pour  mezzo-soprano, chœur mixte, deux pianos et percussions
- 1977 : Prix Irène Fuerison
- 1981 : Premier Prix à la Tribune internationale des compositeurs de l'UNESCO